# Liste der Stolpersteine auf Voorne-Putten

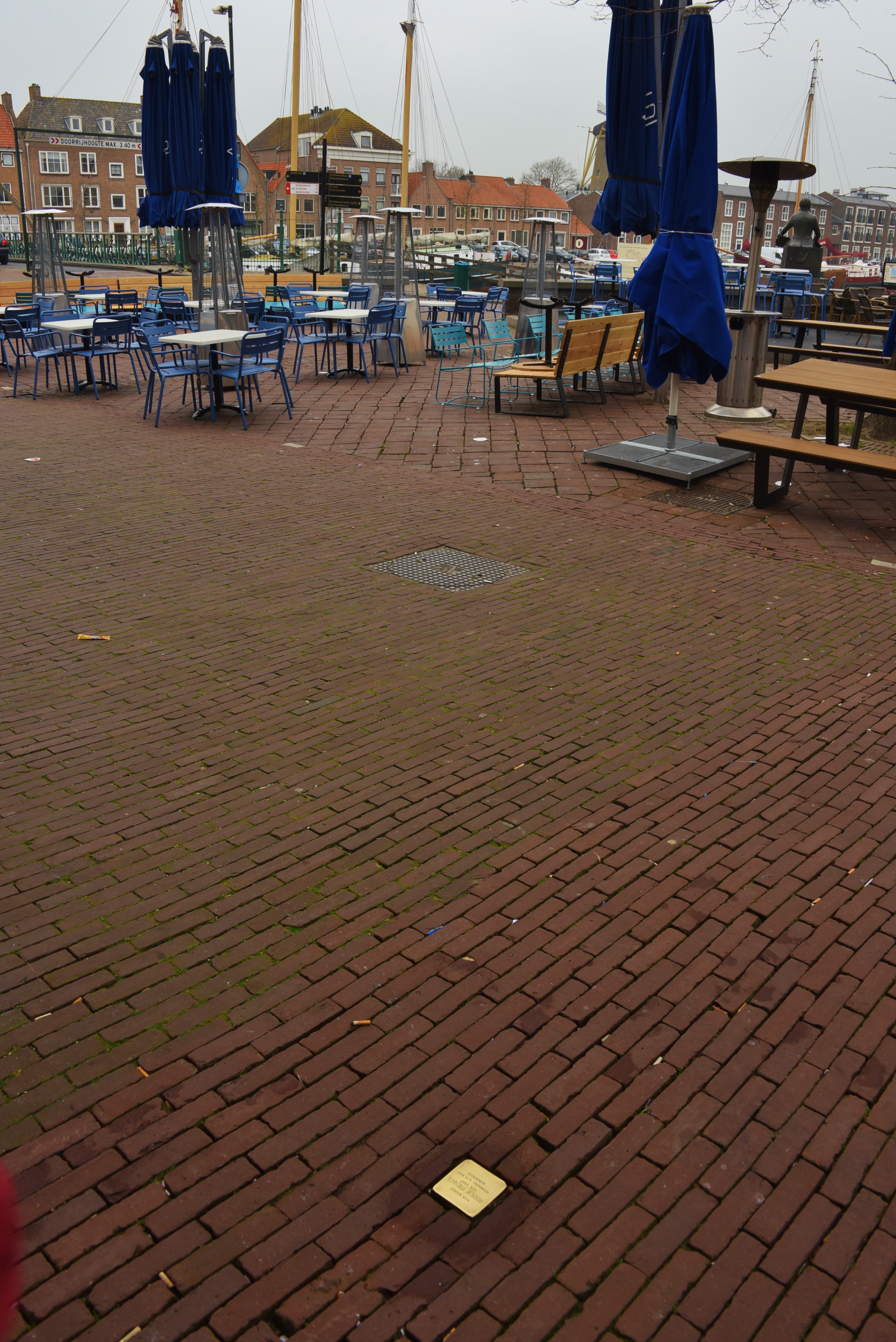
Stolperstein in Hellevoetsluis

Die Liste der Stolpersteine auf Voorne-Putten umfasst jene Stolpersteine, die vom deutschen Künstler Gunter Demnig auf der Insel Voorne-Putten in der Provinz Zuid-Holland verlegt wurden. Stolpersteine sind Opfern des Nationalsozialismus gewidmet, all jenen, die vom NS-Regime drangsaliert, deportiert, ermordet, in die Emigration oder in den Suizid getrieben wurden. Demnig verlegt für jedes Opfer einen eigenen Stein, im Regelfall vor dem letzten selbst gewählten Wohnsitz.
Die erste Verlegung auf der Insel erfolgte am 25. Juli 2001 in Heenvliet, damals noch eigenständige Gemeinde, heute zu Nissewaard gehörend.

## Verlegte Stolpersteine

### Nissewaard
In der Gemeinde Nissewaard wurden 17 Stolpersteine an sechs Adressen verlegt, drei in Heenvliet, fünf in Spijkenisse und neun in Zuidland. 2015 wurden die Stolpersteine von Spijkenisse, die in der Voorstraat verlegt waren, gestohlen. Sie wurden später ersetzt.
| Stolperstein | Übersetzung                                                                                          | Verlegort                           | Name, Leben                                  |
| ------------ | --- | ----------------------------------- | -------------------------------------------- |
|              | IN WIELDIJK 118 WOHNTE SALOMON VAN BLANKENSTEIN GEB. 1868 ERMORDET 5.11.1942 AUSCHWITZ               | Heenvliet, Van Blankensteinstraat 2 | Salomon van Blankenstein                     |
|              | IN WIELDIJK 118 WOHNTE ELISABETH VAN BLANKENSTEIN- DEN HARTOG GEB. 1877 ERMORDET 5.11.1942 AUSCHWITZ | Heenvliet, Van Blankensteinstraat 2 | Elisabeth van Blankenstein-Den Hartog        |
|              | IN WIELDIJK 118 WOHNTE RACHEL MARIANNE GOUDSMIT GEB. 1881 ERMORDET 25.1.1943 AUSCHWITZ               | Heenvliet, Van Blankensteinstraat 2 | Rachel Marianne Goudsmit                     |
|              | HIER WOHNTE CHARLES BERTUS LEVIE GEB. 1927 ERMORDET 31.3.1943 MITTELEUROPA                           | Spijkenisse, Voorstraat 14A         | Charles Bertus Levie                         |
|              | HIER WOHNTE ELLY MAX LEVIE GEB. 1931 ERMORDET 5.11.1942 AUSCHWITZ                                    | Spijkenisse, Voorstraat 14A         | Elly Max Levie                               |
|              | HIER WOHNTE GUSTAV EMANUËL JULIUS LEVIE GEB. 1898 ERMORDET 31.3.1944 MITTELEUROPA                    | Zuidland, Stationsweg 29            | Gustav Emanuël Julius Levie, auch Maan Levie |
|              | HIER WOHNTE JACOB LEVIE GEB. 1851 ERMORDET 9.11.1942 AUSCHWITZ                                       | Zuidland, Hoofd 4                   | Jacob Levie, auch Jaap Levie                 |
|              | HIER WOHNTE MEIJER LEVIE GEB. 1920 ERMORDET 31.3.1944 MITTELEUROPA                                   | Zuidland, Ring 2                    | Meijer Levie                                 |
|              | HIER WOHNTE PHILIPPUS LEVIE GEB. 1878 ERMORDET 5.11.1942 AUSCHWITZ                                   | Zuidland, Hoofd 4                   | Philippus Levie                              |
|              | HIER WOHNTE PIENAS JACOB LEVIE GEB. 1887 ERMORDET 16.7.1943 SOBIBOR                                  | Zuidland, Ring 2                    | Pienas Jacob Levie                           |
|              | HIER WOHNTE SALOMON LEVIE GEB. 1892 ERMORDET 31.3.1943 MITTELEUROPA                                  | Spijkenisse, Voorstraat 14A         | Salomon Levie                                |
|              | HIER WOHNTE SIMON LEVIE GEB. 1879 ERMORDET 5.11.1942 AUSCHWITZ                                       | Zuidland, Hoofd 14                  | Simon Levie                                  |
|              | HIER WOHNTE SOPHIA BERTHA LEVIE GEB. 1924 ERMORDET 4.6.1943 SOBIBOR                                  | Zuidland, Ring 2                    | Sophia Bertha Levie, auch Fietje Levie       |
|              | HIER WOHNTE HENRIKA LEVIE- HOOGSTRAAL GEB. 1885 ERMORDET 5.11.1942 AUSCHWITZ                         | Zuidland, Hoofd 4                   | Henrika Levie-Hoogstraal                     |
|              | HIER WOHNTE WILLEMINA LEVIE-LEVIE GEB. 1888 ERMORDET 16.7.1943 SOBIBOR                               | Zuidland, Ring 2                    | Willemina Levie-Levie, auch Mina             |
|              | HIER WOHNTE MINA LEVIE- MONAS GEB. 1886 ERMORDET 5.11.1942 AUSCHWITZ                                 | Spijkenisse, Voorstraat 14A         | Mina Levie-Monas                             |
|              | HIER WOHNTE ADRIANA DE VRIES GEB. 1864 ERMORDET 5.11.1942 AUSCHWITZ                                  | Spijkenisse, Voorstraat 14A         | Adriana de Vries, auch Jaantje de Vries      |

### Voorne aan Zee
In der Gemeinde Voorne aan Zee wurden insgesamt 28 Stolpersteine an neun Adressen verlegt, davon 21 in Brielle, sechs in Oostvoorne und einer in Hellevoetsluis.
| Stolperstein | Übersetzung                                                                     | Verlegort                        | Name, Leben                   |
| ------------ | ------------------------------------------------------------------------------- | -------------------------------- | ----------------------------- |
|              | HIER WOHNTE ESTHER COHEN GEB. 1879 ERMORDET 5.11.1942 AUSCHWITZ                 | Brielle, Nobelstraat 67          | Esther Cohen                  |
|              | HIER WOHNTE MICHEL COHEN GEB. 1882 ERMORDET 5.11.1942 AUSCHWITZ                 | Brielle, Nobelstraat 67          | Michel Cohen                  |
|              | HIER WOHNTE ELIZA LOUISE GAZAN GEB. 1935 ERMORDET 3.9.1943 AUSCHWITZ            | Brielle, Nobelstraat 10          | Eliza Louise Gazan            |
|              | HIER WOHNTE HANNA GAZAN GEB. 1922 ERMORDET 30.9.1942 AUSCHWITZ                  | Brielle, Nobelstraat 10          | Hanna Gazan                   |
|              | HIER WOHNTE IZAAK GAZAN GEB. 1891 ERMORDET 10.9.1943 AUSCHWITZ                  | Brielle, Nobelstraat 10          | Izaak Gazan                   |
|              | HIER WOHNTE MIETJE GAZAN GEB. 1916 ERMORDET 21.5.1943 SOBIBOR                   | Brielle, Nobelstraat 10          | Mietje Gazan                  |
|              | HIER WOHNTE MIETJE GAZAN GEB. 1921 ERMORDET 30.9.1942 AUSCHWITZ                 | Brielle, Nobelstraat 85          | Mietje Gazan                  |
|              | HIER WOHNTE ROOSJE GAZAN GEB. 1924 ERMORDET 30.9.1942 AUSCHWITZ                 | Brielle, Nobelstraat 10          | Roosje Gazan                  |
|              | HIER WOONDE SALOMON GAZAN GEB. 1916 VERMOORD 30.9.1942 AUSCHWITZ                | Brielle, Nobelstraat 10          | Salomon Gazan                 |
|              | HIER WOHNTE SIMON GAZAN GEB. 1887 ERMORDET 5.11.1942 AUSCHWITZ                  | Brielle, Nobelstraat 85          | Simon Gazan                   |
|              | HIER WOHNTE ELISA GAZAN-IZAKS GEB. 1896 ERMORDET 21.5.1943 SOBIBOR              | Brielle, Nobelstraat 85          | Elisa Gazan-Izaks             |
|              | HIER WOHNTE ROOSJE LOUISA GAZAN-IZAKS GEB. 1896 ERMORDET 10.9.1943 AUSCHWITZ    | Brielle, Nobelstraat 10          | Roosje Louisa Gazan-Izaks     |
|              | HIER WOHNTE GUUS KATAN GEB. 1935 ERMORDET 5.11.1942 AUSCHWITZ                   | Brielle, Voorstraat 42           | Guus Katan                    |
|              | HIER WOHNTE ISRAEL LEVIE KATAN GEB. 1894 ERMORDET 31.3.1943 MITTELEUROPA        | Brielle, Voorstraat 42           | Israel Levie Katan            |
|              | HIER WOHNTE KAATJE CATO KATAN GEB. 1929 ERMORDET 5.11.1942 AUSCHWITZ            | Brielle, Voorstraat 42           | Kaatje Cato Katan             |
|              | HIER WOHNTE LEVIE ISRAEL KATAN GEB. 1930 ERMORDET 5.11.1942 AUSCHWITZ           | Brielle, Voorstraat 42           | Levie Israel Katan            |
|              | HIER WOHNTE FRANCISCA KATAN- BEERENBORG GEB. 1896 ERMORDET 5.11.1942 AUSCHWITZ  | Brielle, Voorstraat 42           | Francisca Katan-Beerenborg    |
|              | HIER WOHNTE JACOB JOSEF PHILIPSE GEB. 1877 GESTORBEN 15.1.1943 AMSTERDAM        | Brielle, Koopmanstraat 7         | Jacob Joseph Philipse         |
|              | HIER WOHNTE PHILIPPINA JOSEPHINA PHILIPSE GEB. 1889 GESTORBEN 3.5.1945 PORTUGAL | Brielle, Koopmanstraat 7         | Philippina Josephina Philipse |
|              | HIER WOHNTE JANNETJE PHILIPSE- VAN BUREN GEB. 1845 ERMORDET 5.3.1943 SOBIBOR    | Brielle, Koopmanstraat 7         | Jannetje Philipse-Van Buren   |
|              | HIER WOHNTE RICA PHILIPSE- STRANDERS GEB. 1887 ERMORDET 14.5.1943 SOBIBOR       | Brielle, Koopmanstraat 7         | Rica Philipse-Stranders       |
|              | HIER WOHNTE ROOSJE FRENKEL GEB. 1887 ERMORDET 5.11.1942 AUSCHWITZ               | Hellevoetsluis, Oostzanddijk 8 a | Roosje Frenkel (1887–1942)    |
|              | HIER WOHNTE HERRI SALOMON VAN DIJK GEB. 1879 ERMORDET 19.10.1942 AUSCHWITZ      | Oostvoorne, Brielseweg 1         | Herri Salomon van Dijk        |
|              | HIER WOHNTE SAARTJE VAN DIJK- LEVIE GEB. 1876 ERMORDET 19.10.1942 AUSCHWITZ     | Oostvoorne, Brielseweg 1         | Saartje van Dijk-Levie        |
|              | HIER WOHNTE BENJAMIN LEO WESSELS GEB. 1926 ERMORDET 22.3.1945 BERGEN-BELSEN     | Oostvoorne, Stationsweg 14       | Benjamin Leo Wessels          |
|              | HIER WOHNTE IZAAK WESSELS GEB. 1886 ERMORDET 27.8.1943 AUSCHWITZ                | Oostvoorne, Stationsweg 14       | Izaak Wessels                 |
|              | HIER WOHNTE NATHAN BENJAMIN WESSELS GEB. 1922 ERMORDET 30.9.1942 AUSCHWITZ      | Oostvoorne, Stationsweg 14       | Nathan Benjamin Wessels       |
|              | HIER WOHNTE ANTJE WESSELS- VAN DIJK GEB. 1887 ERMORDET 27.8.1943 AUSCHWITZ      | Oostvoorne, Stationsweg 14       | Antje Wessels-van Dijk        |

## Verlegedaten
- 25. Juli 2011: Brielle, Hellevoetsluis, Nissewaard (Heenvliet) und Westvoorne
- 21. Juni 2012: Nissewaard (Spijkenisse und Zuidland)